# 아인부
아인부(베트남어: Anh Vu, 1986년 3월 15일 ~ )는 노르웨이의 베트남계 가수이다.